# Granspindelskinn
Granspindelskinn (Athelia decipiens) är en svampart som först beskrevs av Höhn. & Litsch., och fick sitt nu gällande namn av J. Erikss. 1958. Granspindelskinn ingår i släktet Athelia och familjen Atheliaceae.  Arten är reproducerande i Sverige. Inga underarter finns listade i Catalogue of Life.

## Källor

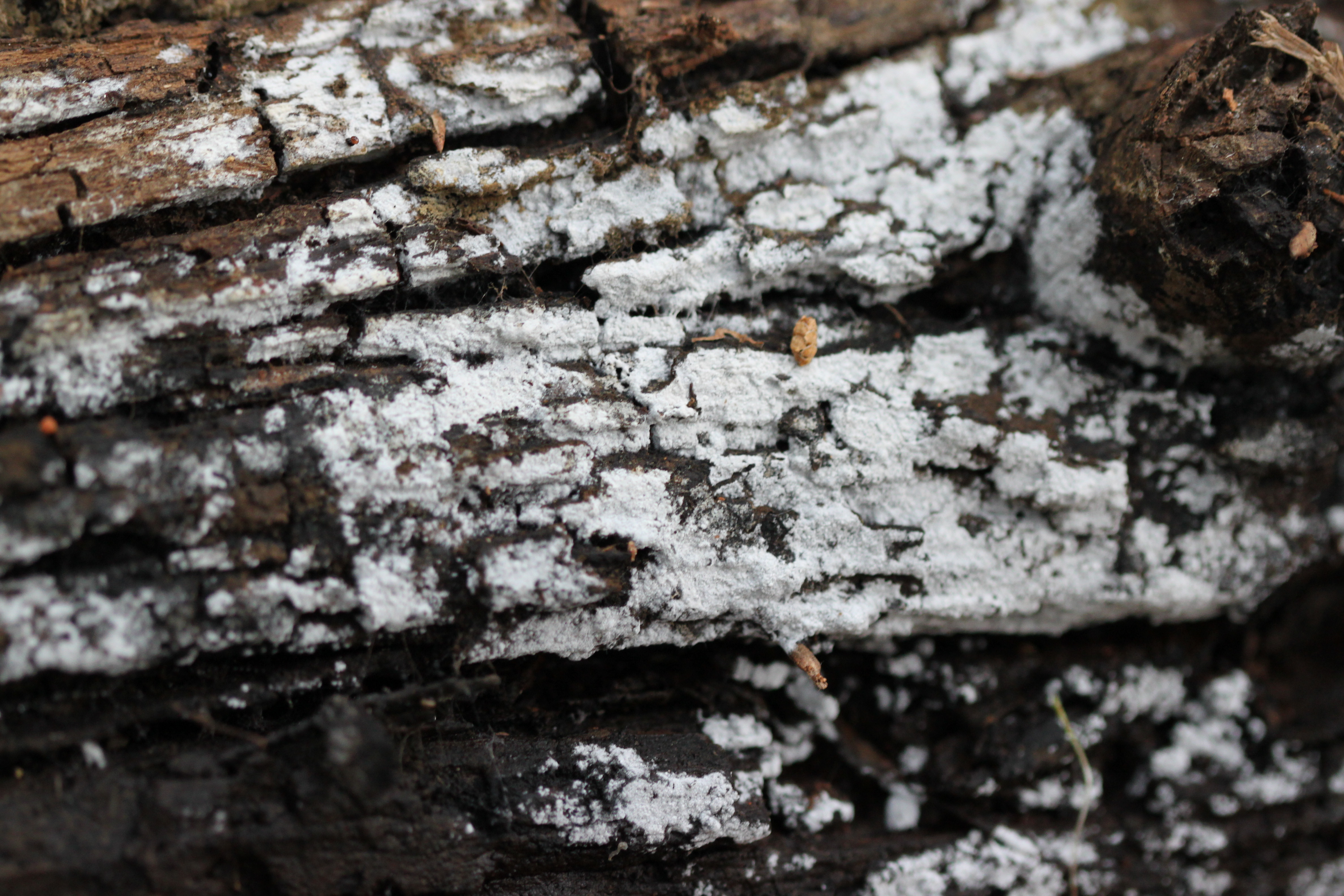